# Трохимовський Михайло
Трохимовський Михайло Якович (близько 1730 (1739, Безуглівка, тепер Ніжинського району) — 1815 — чи 1813) — український лікар.

## Біографія
Народився у дворянській родині. Навчався в Києво-Могилянській академії.
По закінченні школи при Петербурзькому Генеральному шпиталі (1763) — на військовій службі; з 1782 року — лікар Миргородського повіту.
Михайло Трохимовський відомий ще й тим, що вперше звернув увагу на цілющі властивості миргородської води, яку він називав «мінеральною купеллю».
Успішно застосував гідротерапію, автор першої в Російській імперії праці з фармакології лікарських рослин рос. «Рассуждения о растениях в Крымской степи, полковым лекарем усмотренных» (1772, СПБ). Окрему працю присвятив питанню про жіночу безплідність (1813).

## Цікаві факти
Михайло Трохимовський приймав пологи в матері Гоголя.